# Shibata Takenaka
Shibata Takenaka (柴田 剛中?) (Edo 27 de febrero de 1823 - 24 de agosto de 1877) fue un emisario de Japón que visitó Francia en 1865 para conseguir ayuda para la construcción del arsenal de Yokosuka con apoyo francés. También conocido como  Shibata Sadataro  ( 柴 田 貞 太郎?) así como "Shadow" debido a su trabajo de reconocimiento.

## Vida
Takenaka nació en Edo Koishikawa, el primer hijo de Shibata Junzo Yoshimichi, un Metsuke samurái del Shogunato Tokugawa.
Su padre murió cuando él tenía 10 años, y fue nombrado miembro de Kobushin en 1833. Ese mismo año, fue galardonado con la excelencia académica. Se convirtió en Metuske en 1842.
Reconocimiento otorgado por su excelencia en artes marciales y el resultado en el Examen Gakumon Ginmi por el Shogunato Tokugawa en 1843.
Reconocimiento otorgado por su compromiso en la rehabilitación de Honmaru en el castillo de Edo en 1844.
Reconocimiento otorgado por la excelencia en el examen Gakumon Ginmi nuevamente por el shogunato en 1846.
Reconocimiento otorgado por su excelencia en las artes marciales en el concurso realizado por Wakadoshiyori (jóvenes mayores) del shogunte en 1848.
Reconocimiento otorgado por su trabajo en las remodelaciones del mausoleo ubicado detrás del templo Zojoji. Fue premiado más de 20 veces en el mismo año por otros esfuerzos.
Fue transferido a trabajar en el Hyohjosho (corte suprema) en 1853.
Junto con su padre, Junzo Shibata, Shibata Takenaka y su hermano menor Nagamochi Kohjiro se distinguieron en lo académico y en las artes marciales.
En 1858, Shibata se convirtió en jefe de personal del gaikoku bugyo (departamento de asuntos exteriores).
Negoció los asuntos relacionados con la apertura del Puerto de Yokohama, y finalmente logró abrir el puerto al mundo.
También asumió una posición de liderazgo para negociar con las delegaciones de los Estados y de Europa.
Nagamochi Kohjiro fue transferido a trabajar en Nagasaki Bugyohsho (oficina del magistrado de Nagasaki) para ayudar a Shibata con su trabajo.
Su primera visita a Europa fue en 1862 como uno de los miembros principales de la Primera Embajada de Japón en Europa.
Su sobrino Nagamochi Goroji acompañó a Shibata a Europa como su criado.
Durante la misión de 1862, Shibata Sadataro Takenaka fue jefe de personal y primer secretario.
De hecho, Shibata fue uno de los jefes de la misión y participó directamente en las negociaciones, pero no se expresó, estuvo allí como observador, escuchó y tomó notas. A su regreso a Japón, debía informar sobre el progreso de la misión y el comportamiento de los negociadores. De hecho, fue la persona clave para la recopilación de inteligencia en Europa. Los periódicos de la época lo apodaron "la sombra".
En 1863, se convirtió en gaikoku bugyo (comisionado de relaciones exteriores). Su primera misión fue ir a Hakodate para negociar con el cónsul general ruso Iosif Antonovich Goskevich sobre la apertura de puertos japoneses.
En 1865, la Misión Shibata fue enviada a Europa. Shibata, estacionado en París durante un año, solicitó que tanto el Reino Unido como Francia enviaran una misión militar para el entrenamiento en la guerra occidental en nombre del shogunato Tokugawa. El Reino Unido se negó, pero los franceses aceptaron. Esto llevó a la primera  misión militar francesa a Japón de 1867 a 1868, que organizó Shibata.
Se hizo cargo de la apertura del puerto de Kobe, e hizo construir muelles, áreas residenciales para extranjeros y Tokugawa-do (Tokugawa Road).
En 1868, declaró el Puerto de Kobe abierto al mundo ante delegaciones extranjeras.
Después de la Restauración Meiji, rechazó la oferta del gobierno Meiji de trabajar para ellos.
Después de su retiro, cada vez que el gobierno de Meiji solicitaba su consejo, él les respondía con sinceridad.

### Trasfondo ancestral
El antepasado de los Shibatas fue un Igamono shinobisamurai, Shibata Suwo.
En 1582, a pedido de Hattori Hanzo, Shibata Suwo con su pariente Nagamochi Tokuzo escoltó a Tokugawa Ieyasu en el Paso Shinkun Iga después del Incidente Honnoji y ambos fueron admitidos oficialmente para servir a los Tokugawas. Se trasladaron a Edo en 1590 siguiendo a Tokugawa Ieyasu. Se convirtieron en Iga Dohshin Hiroshikiban (la policía de Igamono para servir en las habitaciones privadas del shogun en el castillo de Edo mientras participaba en misiones shinobi de vez en cuando).
Bajo el décimo shogun, Shibata Jinshiro fue transferido a trabajar en la Gakumonsho (universidad del shogunato) del shogunato. Bajo el undécimo shogun, Shibata Junzo se convirtió en Metsuke.
Después del incidente del paso de Iga en 1582, los Shibata y los Nagamochis se mantuvieron unidos como un solo clan. En el período Bakumatsu también formaron fuertes relaciones con las familias Oniwaban a través de matrimonios.

## Galería
|                                   |
| Shiabta Takenaka en Londres, 1865 |

|                |
| En Paris, 1862 |

|  |
|  |

|  |
|  |